# Glenn Keeley
Glenn Keeley (Barking, 1º settembre 1954) è un ex calciatore inglese, di ruolo difensore.
Risulta trentottesimo nella classifica dei 50 peggiori calciatori che abbiano mai calcato i terreni di gioco del massimo campionato inglese stilata dal quotidiano The Times il 4 luglio 2007.

## Palmarès

### Club

#### Competizioni nazionali
- Full Members Cup: 1

Blackburn: 1986-1987
- Football League Trophy: 1

Bolton: 1988-1989